# Kapelle Bildbühl

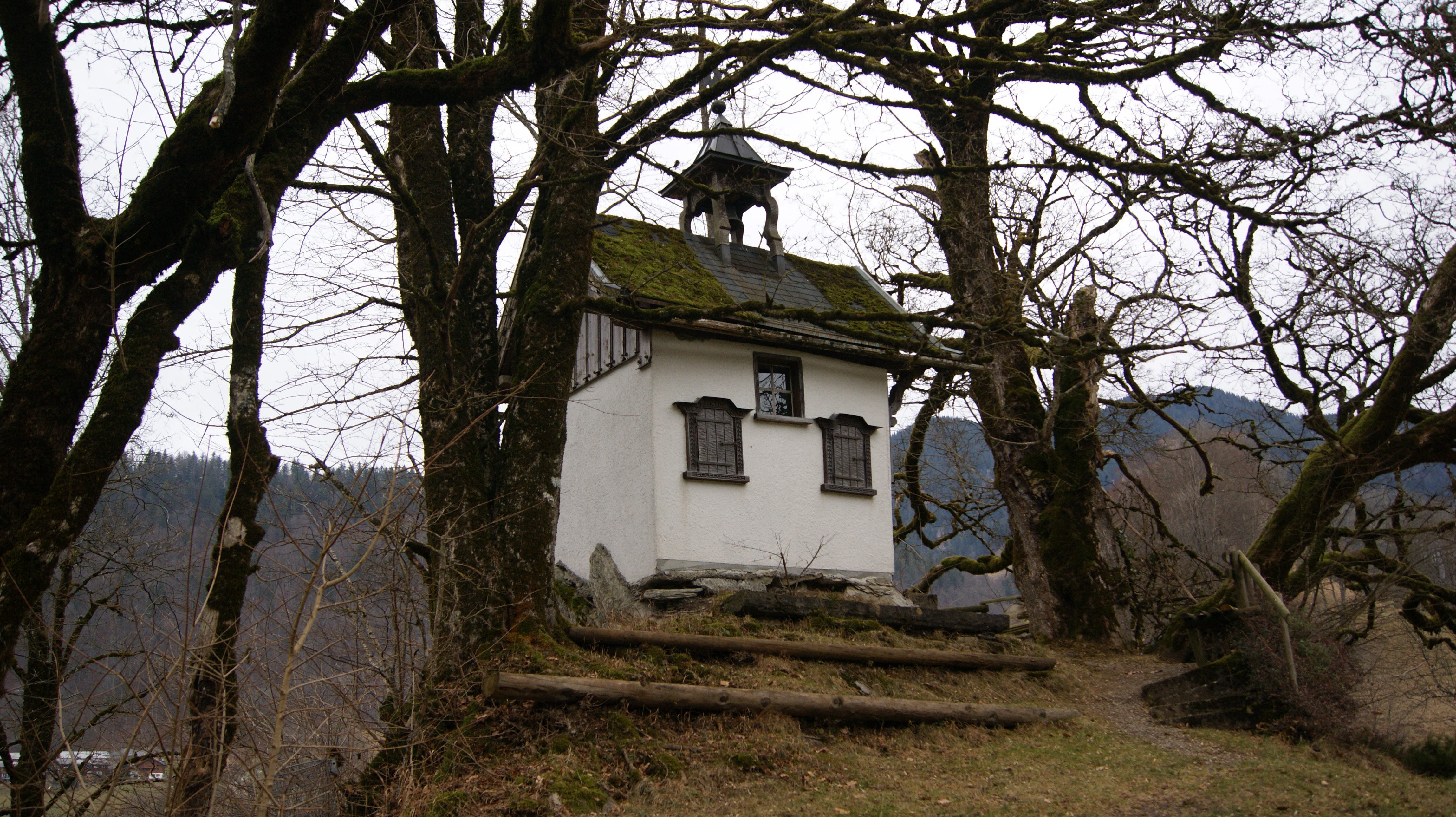
Kapelle Bildbühl

Die römisch-katholische Kapelle am Bildbühl steht in der Bregenzerwälder Gemeinde Bizau im Bezirk Bregenz in Vorarlberg. Sie ist der Rosenkranzkönigin geweiht und gehört zum Dekanat Hinterwald in der Diözese Feldkirch.
Die Kapelle Bildbühl steht im Flurstück „Bildbühl“ auf einer Anhöhe auf etwa 710 m ü. A. und wurde im 17. Jahrhundert auf Grund eines Gelübdes errichtet. Die Kapelle ist etwa 750 m Luftlinie von der Dorfmitte Bizau und etwa 300 m von der Wetzsteinhöhle und 21 km vom Bodensee (Bregenz) entfernt.

## Kirchenbau
Es handelt sich um einen Bau mit rechteckiger Grundform und Südwest/Nordost-Ausrichtung. Die geschnitzte Holztüre mit Sichtfenster und der Glockendachreiter auf dem Satteldach mit viereckigem Spitzhelm befinden sich nordöstlich. Das Satteldach ist mit Eternitdachschindeln gedeckt.

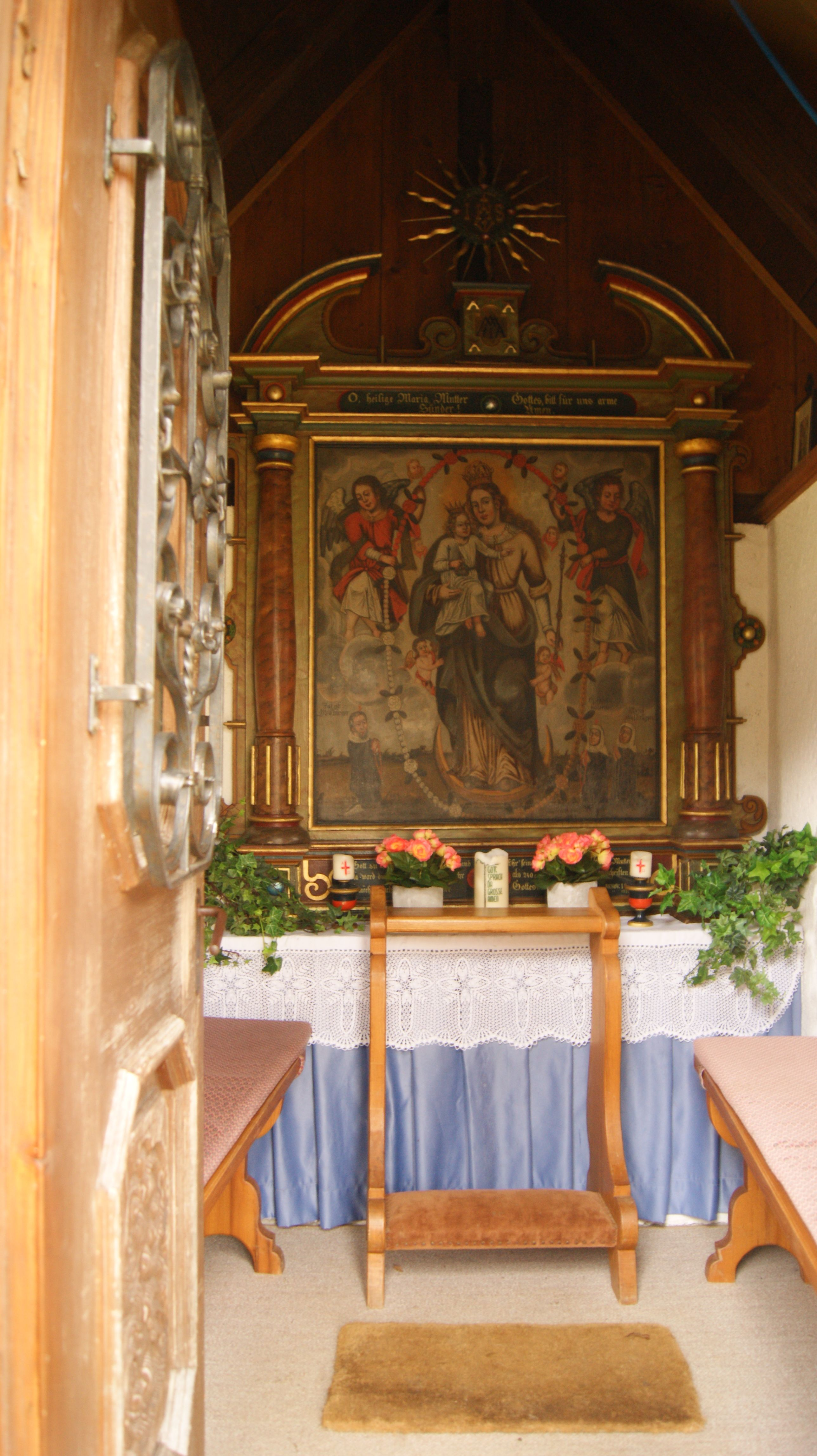
Kapelle innen

Der Betraum ist zum dunkel lackierten Dachstuhl hin offen. In der Fassade befinden sich rechteckige Fenster. Erst seit der Renovierung 1982 befindet sich im Dachreiter eine Glocke.

## Ausstattung
Die zwei Kirchenbänke aus Tannenholz für maximal je drei Personen sind schlicht gehalten. Die Kreuzwegstationen sind kleine Gemälde.
Die Kapelle hat einen Altar aus dem Jahr 1749 mit dem Bilde Marias mit dem Kinde mit einer Rosenkranzumrandung versehen. Inschrift oberhalb: „O, heilige Maria, Mutter Gottes, bitt für uns arme Sünder! Amen.“. Im unteren Bildbereich findet sich die Stifterfamilie kniend.
Vor dem Hochaltar steht eine einfache Kniebank aus Holz für eine Person.

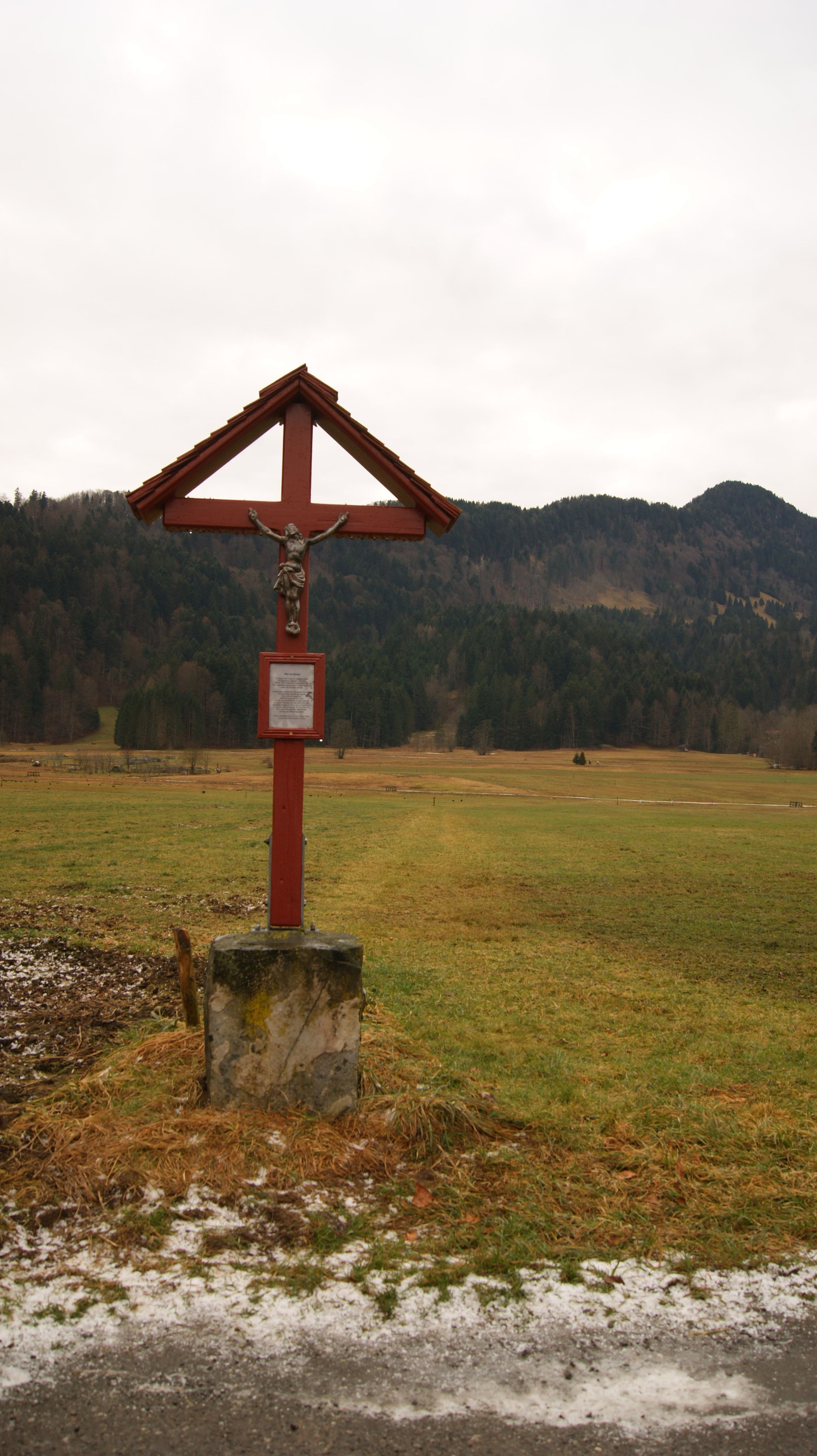
Blutkreuz

## Blutkreuz
Etwa 500 m südwestlich von der Kapelle Bildbühl steht in der Flurparzelle „Rotes Krüz“ das Blutkreuz (678 m. ü. M.). Der Sage nach, soll immer abends ein schwarzer Pudel an der Alpgasse kauernd angetroffen worden sein. Er soll ganz ungehalten die vorbeigehenden Leute angesprungen haben, sodass sie Reißaus nahmen. Ein besonders mutiger Bub packte den Hund einmal fest mit beiden Händen und fragte: "Was begehrst du?" Da soll der schwarze Pudel winselnd geantwortet haben, er sei eine unredliche Seele und harre hier seiner Erlösung. Er habe in seinem Leben in der Nähe einmal eine Bluttat begangen. Wenn man an dieser Stelle ein rotes Kreuz errichte, sei er erlöst. Seit dieser Zeit steht das "rote Kreuz" an der Alpgasse draußen, und vom schwarzen Pudel wurde nie mehr etwas gesehen oder gehört.